# Gereformeerde kerk (Oostburg)
De Gereformeerde kerk (later ook: Molenbergkerk) is een kerkgebouw in de tot de Nederlandse gemeente Sluis (gemeente) behorende plaats Oostburg, gelegen aan Molenberg 3.

## Geschiedenis
De Gereformeerde gemeente van Oostburg ontstond in 1888, toen een veertiental mannen zich zorgen maakte over de Hervormde gemeente ter plaatse. In 1889 werd de gemeente officieel opgericht en in 1891 betrok men een kerkgebouw, gelegen op de hoek Oudestad/Walstraat. Het betrof een gebouw onder zadeldak zonder toren, met een enigszins versierde voorgevel (pilasters, pinakeltjes, klokgevel).
In de jaren '30 van de 20e eeuw kwam het gebouw Pro Rege tot stand aan Oudestad 7, feitelijk niet meer dan een verbouwde garage. Dit werd als verenigingsgebouw en soms als noodkerk gebruikt, en van 1951-1973 kerkten er de Vrijgemaakt gereformeerden. In 1973 werd deze gemeente opgeheven.
Bij de bombardementen van 28 oktober 1944, in het kader van de Slag om de Schelde, werd het kerkgebouw verwoest, slechts Pro Rege bleef gespaard. Men kerkte vervolgens in een lokaal van de plaatselijke School met den Bijbel aan de Brouwerijstraat. Ook andere lokalen, inclusief Pro Rege, werden vervolgens voor dit doel gebruikt.
Een nieuwe kerk naar ontwerp van Rothuizen. kwam in 1949 tot stand aan de Molenberg. Hier stond vroeger de stellingmolen Het Lam, welke eveneens bij het bombardement werd verwoest. Het betreft een bakstenen kerkgebouw met naastgebouwde toren, welke enkele jaren later werd voltooid en welke gesierd wordt door een dolfijn, als verwijzing naar de nabije zee.
In 1989 werd de kerk nog verbouwd en heringericht. Ook na de kerkenfusie tot de PKN (2004) bleef de kerk in gebruik, want de Hervormde en Gereformeerde gemeenten in Oostburg fuseerden pas in 2011, waarbij de protestantse gemeente De Brug werd gevormd. Er was daarom sprake van de Kerkpleinkerk (Hervormd) en de Molenbergkerk (Gereformeerd). In 2017 viel de beslissing dat de Molenbergkerk en het gebouw Pro Rege zouden worden afgestoten zodat slechts de Kerkpleinkerk zou overblijven voor de eredienst.